# By the Way
By the Way je osmé studiové album kalifornské skupiny Red Hot Chili Peppers. Bylo vydáno 9. července 2002.
Obsahuje 16 písní, z nichž pět jich vyšlo i jako singl.

## Seznam písní
Všechny skladby napsali Flea, Anthony Kiedis, John Frusciante a Chad Smith.
| Pořadí | Název                      | Délka |
| ------ | -------------------------- | ----- |
| 1.     | By the Way                 | 3:37  |
| 2.     | Universally Speaking       | 4:19  |
| 3.     | This Is The Place          | 4:17  |
| 4.     | Dosed                      | 5:12  |
| 5.     | Don't Forget Me            | 4:37  |
| 6.     | The Zephyr Song            | 3:52  |
| 7.     | Can't Stop                 | 4:29  |
| 8.     | I Could Die for You        | 3:13  |
| 9.     | Midnight                   | 4:55  |
| 10.    | Throw Away Your Television | 3:44  |
| 11.    | Cabron                     | 3:38  |
| 12.    | Tear                       | 5:17  |
| 13.    | On Mercury                 | 3:28  |
| 14.    | Minor Thing                | 3:37  |
| 15.    | Warm Tape                  | 4:16  |
| 16.    | Venice Queen               | 6:08  |